# Comalapa (Nicaragua)
Comalapa è un comune del Nicaragua facente parte del dipartimento di Chontales.